# Eriogonum davidsonii
Eriogonum davidsonii är en slideväxtart som beskrevs av Edward Lee Greene. Eriogonum davidsonii ingår i släktet Eriogonum och familjen slideväxter. Inga underarter finns listade i Catalogue of Life.